# Santa Maria de la Pinya
Santa Maria de la Pinya és una església de la Vall d'en Bas (Garrotxa) protegida com a bé cultural d'interès local.

## Descripció

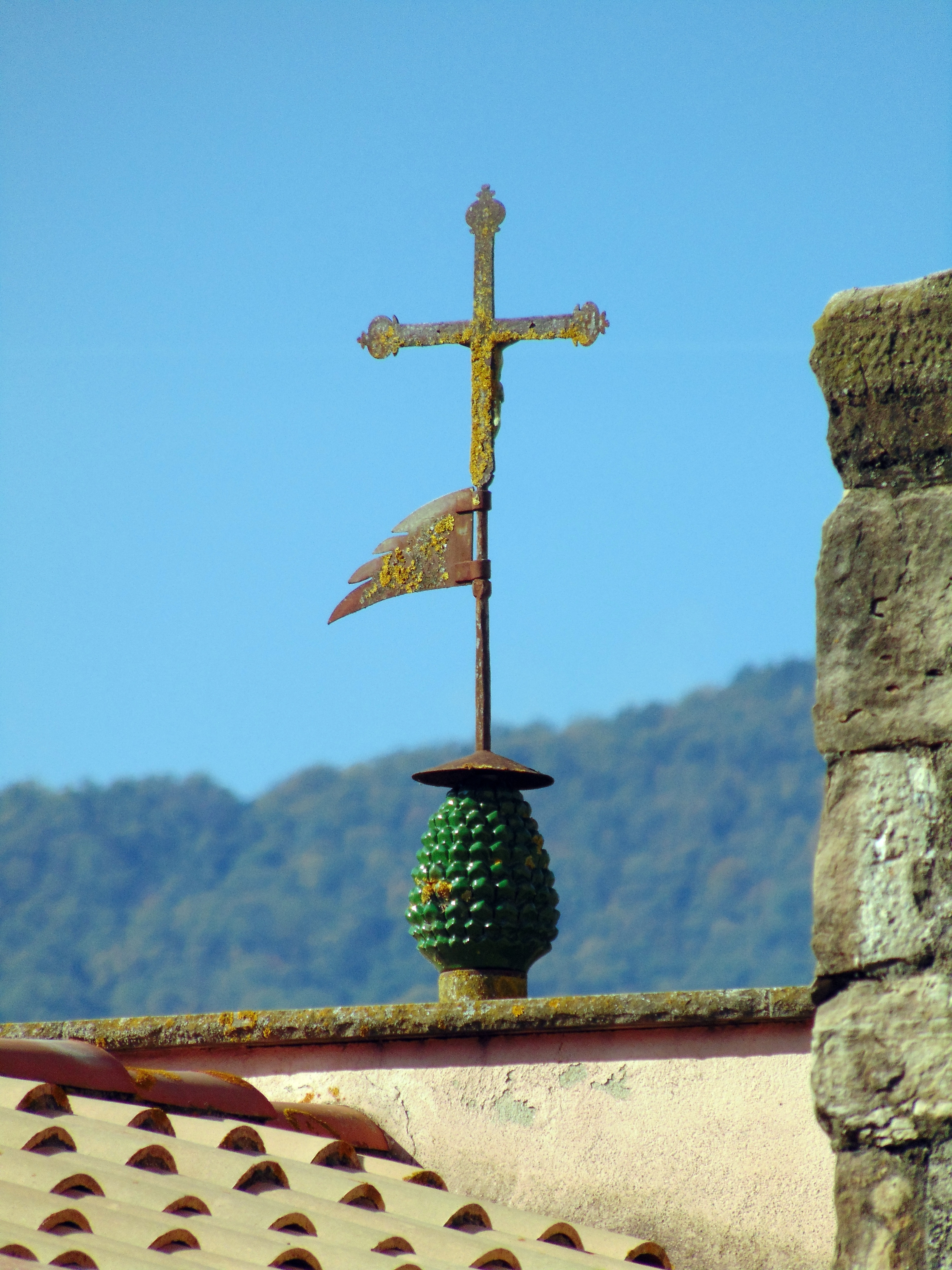
Detall d'una creu sobre una pinya al costat del campanar

L'església parroquial de Santa Maria de la Cabeça data del segle X i està situada al mig del petit nucli urbà. Consagrada per l'abat Oliva el 1022, conserva pocs vestigis romànics originals, destacant alguns carreus a la part de ponent que estan al descobert a la part de migdia, un parell de pedres que surten de la paret, permòdols, com si haguessin estat destinats a aguantar alguna biga. També és d'especial interès la pica baptismal d'immersió procedent de Sant Joan dels Balbs.
La talla romànica de Santa Maria de la Cabeça (no té relació amb l'esposa de San Isidro), denominació donada per la desproporció de la testa, era molt venerada per la gent de la comarca i invocada pels qui patien malalties del cap. La imatge perduda durant la Guerra Civil Espanyola, es va substituir per l’actual d’alabastre, obra de l’escultor Modest Fluvià.